# Sociedad Filarmónica de Madrid
La Sociedad Filarmónica de Madrid fue una asociación de promoción musical con desarrollo en los siglos XIX y XX, fundamental en la vida musical de la capital. 
Hay una primera Sociedad con este nombre que funciona en la capital española durante el último tercio del siglo XIX, promoviendo la organización de conciertos de música sinfónica y de cámara en diversos salones y teatros. Su existencia es fundamental para el mecenazgo de diversos grupos que en ese tiempo funcionaban en Madrid, especialmente, de la Sociedad de Cuartetos.

## Historia
Ya en 1901, se organiza la Sociedad como asociación sin ánimo de lucro, quedando inaugurada oficialmente la Sociedad Filarmónica de Madrid. Se funda en la trastienda del restaurante Lhardy. Su impulsor fue el general de ingenieros Félix Arteta Jáuregui (1855-1930), quien trajo desde París al compositor y pianista José María Usandizaga. Junto a Arteta, fueron los hermanos Bauer, los principales editores de la época, banqueros judíos de origen alemán afincados en España, los que dieron a la Sociedad una base económica suficiente. Uno de ellos, Bauer, sería elegido su primer presidente. Esta familia desempeñó un destacado papel en el mundo cultural de la época. Ignacio Bauer reunió en los salones de su palacio madrileño a políticos como Cánovas del Castillo, Sagasta y Silvela y a literatos como Juan Valera y Emilia Pardo Bazán. 
En la década siguiente, con el apoyo económico de los Bauer, se creó la Orquesta Filarmónica de Madrid (1915), dirigida por Bartolomé Pérez Casas, que realizó una labor similar a la Sinfónica, enriqueciendo sensiblemente el panorama musical madrileño, que se completaba con la actividad del Conservatorio de Madrid. 
La quiebra de la casa alemana Bauer y Cía en los años treinta provocó la bancarrota de los Bauer de Madrid y dio al traste con todo aquel esplendor.